# Station Kents Bank
Kents Bank is een spoorwegstation van National Rail in Kents Bank, South Lakeland in Engeland. Het station van de Furness Line is eigendom van Network Rail en wordt beheerd door Northern Rail. 